# ترخس أحمر
ترخس أحمر (الاسم العلمي:Trechus rubens) هو نوع من الحشرات يتبع جنس الترخس من فصيلة الخنافس الأرضية.